# Kolumbán József
Kolumbán József (Gyergyószentmiklós, 1935. augusztus 4. –) erdélyi magyar matematikus, 2001 óta a Magyar Tudományos Akadémia külső tagja.

## Élete
1953-ban a csíkszeredai tanítóképzőben szerzett tanítói képesítést, majd 1957-ben a kolozsvári Bolyai Tudományegyetem Matematika-Fizika Karán tanári szakon végzett. Ezt követően 1958-ban a kolozsvári Victor Babeș Egyetemen kutató matematikusi oklevelet szerzett. Egy évig Tekén tanított, majd 1959-től a Bolyai Tudományegyetem Analízis és Algebra Tanszékén lett gyakornok. 1968-as doktori disszertációjában a többszempontú szélsőérték-feladatok dualitáselméletével foglalkozott. Egészen nyugdíjazásáig a kolozsvári egyetem Analízis Tanszékén oktatott. Balázs Mártonnal közösen írt háromkötetes Matematikai analízis jegyzete, amely 1978-ban egykötetes könyv formában is megjelent a Dacia Könyvkiadónál, az erdélyi magyar matematikai oktatásban több generáción át volt használatos.
Pályafutásának elején approximációelmélettel, majd pedig dualitáselmélettel foglalkozott. Több mint 80 dolgozatot, két könyvet és hat egyetemi jegyzetet publikált. 1971-ben elnyerte a Humboldt Alapítvány kutatói ösztöndíját. A romániai rendszerváltás után újraalakult Erdélyi Múzeum-Egyesület választmányának tagja lett. 2007-ben szülővárosa díszpolgárrá avatta.
2011–2014 között a Kolozsvári Akadémiai Bizottság egyik alelnöke volt.

## Munkássága
Kutatási területei: optimalizálás, legjobb megközelítés normál terekben, nemlineáris analízis, egyensúlyfeladatok. 15-en doktoráltak vezetésével a BBTE-n.

### Válogatás cikkeiből
- Verallgemeinerte Differenzierbarkeitsbegriffe und ihre Anwendung in der Optimierungstheorie. Computing, 12, 1974, pp. 17–41 (társszerzőként)
- On the Rule of the Multipliers in Optimal Problems. Mathematica Balkanica (Belgrade), 4, 71, 1974, pp. 399–407 (társszerzőként).
- Über ein Abstraktes Maximumprinzip. Rev. Anal. Numér. Théorie Approximation (Cluj), 3, 1, 1974, pp. 37–46.
- Über die nichtlineare trigonometrische Approximation. I.S.N.M., 2, Basel und Stuttgart: Birkhäuser, 1975, pp. 69–72.
- Eine Verallgemeinerung des Satzes von Ljusternik. Anal. Numér. Théor. Approx., 6, 2, 1977, pp. 133–37.
- Das Prinzip der Kondensation der Singularitäten präkonvexer Funktionen. Anal. Numér. Théor. Approx., 9, 1, 1980, pp. 59–63.
- Verallgemeinerte konvexe Funktionen und das Prinzip der lokalen Beschränktheit. Anal. Numér. Théor. Approx., 11, 1-2, 1982, pp. 99–108.
- Multiplier Rules for Optimization Problems with a Finite Number of Constraints. Studia Univ. Babeș-Bolyai. Mathematica, XXXIII, 1, 1988 (társszerzőként).
- Implicit Function Theorems for Monotone Mappings. Preprint No. 7, Babeș-Bolyai University, Cluj-Napoca, Seminar on Mathematical Analysis, 1988, pp. 7–24 (társszerzőként).
- On a Theorem of Brezis, Niremberg and Stampacchia. Report No. 8, Babeș-Bolyai University, Cluj-Napoca, Seminar on Optimization Theory, 1989, pp. 57–66 (társszerzőként).
- An Implicit-Function Theorem for a Class of Monotone Generalized Equations. KYBERNETIKA 29 (1993) n.3, 210-221.
- Sharply pseudoconvex functions. 6th International Symposium on Generalized Convexity/Monotonicity. Samos, 1999
- Random Fractal Measures (társszerző: Soós Anna). Dynamic Days Europe. Heidelberg, 2002, p.
- Two existence results for variational inequalities, Studia Univ. Babeș-Bolyai, Ser. Mathematica, 51 (2006), nr. 3, 85-95 (társszerzőként)
- Homogenization with multiple scale expansion on selfsimilar structures, Studia Univ. Babeș-Bolyai, Ser. Mathematica, 51 (2006), nr. 4, 129-144 (társszerzőként)
- Homogenization and reduction of dimension for nonlinear parametric variational inequalities. Nonlinear Anal. 71 (2009), no. 3-4, 819–828. 3  (társszerzők: Marchis Iuliana, Szász Tünde)
- On parametric equilibrium problems. Topol. Methods Nonlinear Anal. 42 (2013), no. 2, 405–416. (társszerző:  Bogdan, Marcel)
- Meaned spaces and a general duality principle. Topics in mathematical analysis and applications, 501–522, Springer Optim. Appl., 94, Springer, Cham, 2014.  (társszerző:  Kolumbán, József J.)
- On quasi-equilibrium problems with trifunctions. Minimax Theory Appl. 3 (2018), no. 1, 161–172.(társszerző: Inoan, D.)
- Existence theorems via duality for equilibrium problems with trifunctions. Optimization 67 (2018), no. 5, 537–547.  (társszerző:  Inoan, D.)
- On a generalized hemivariational inequality on Banach spaces. Results Math. 73 (2018), no. 2, Paper No. 87, 18 pp. (társszerző: Croicu, Ana-Maria)
- Existence theorems for inequality systems. Bull. Iranian Math. Soc. 44 (2018), no. 5, 1329–1336. (társszerző: D. Inoan)
- Calmness of the solution mapping of Navier-Stokes problems modeled by hemivariational inequalities. Set-Valued Var. Anal. 30 (2022), no. 3, 1089–1104. (társszerző: Inoan, D.)

### Könyvei
- Matematikai analízis (társszerző: Balázs Márton), Dacia Könyvkiadó, Kolozsvár, 1978. 535 p.
- Valós számok és metrikus terek  (társszerzők: Kassay Gábor, Marchiş Julianna), Egyetemi Kiadó, BBTE, 2005.  228 o.,  ISBN 973-610-357-9
- Lectures on nonlinear analysis and its applications (szeekesztők: Kolumbán József, Soós Anna), Scientia Kiadó, Kolozsvár, 2003, ISBN 978-973-7953-02-5, ISBN 973-7953-02-9

### Válogatás tudománytörténeti írásaiból
- A kolozsvári matematikai iskola kialakulása, in: Cseke Péter, Hauer Melinda (szerk.), 125 éves a kolozsvári egyetem, Komp-Press Kiadó, Kolozsvár, 1999
- Bolyai János győzelme, Korunk, 2002/11, pp. 28–36.
- Bolyai János a tudomány tükrében, in: Bolyai Emlékkönyv, Bolyai János születésének 200 éves évfordulójára, Erdélyi Magyar Műszaki Tudományos Társaság, Kolozsvár, 2002, pp. 78–89.
- Kása Zoltánnal: Erdélyi matematikusok és informatikusok kutatásai 1990-2001. In  Tizenkét év. Összefoglaló tanulmányok az erdélyi tudományos kutatások 1990-2001 közötti eredményeiről , II. kötet. Szerk. Tánczos Vilmos, Tőkés Gyöngyvér. (hely nélkül): Scientia Könyvkiadó. 2002.   9–24. o. (PDF)
- A Bolyai-kultusz kialakulása, Természet Világa, 1. rész: 2011/7, pp. 297–299; 2. rész: 2011/8, pp. 348–251.
- Tudományos minősítésekkel rendelkező székelyföldi matematikusok és informatikusok, Székelyföldi tudományosság – Székely tudósok, Tudománytörténeti konferencia, 2012. március 15-16, Székelyudvarhely

## Díjai
- Magyar Operációkutatási Társaság Egerváry Jenő-emlékplakettje (2007)
- az Erdélyi Múzeum-Egyesület Apáthy István-díja (2017)[6]
- A Tudomány Erdélyi Mestere díj, 2018, Kolozsvári Akadémiai Bizottság[7]